# León Chávez Teixeiro
León Chávez Teixeiro (Ciutat de Mèxic, 11 d'abril de 1936) és un artista plàstic i músic mexicà, involucrat des de jove amb causes socials. Va néixer en la colònia Guerrero de la capital mexicana.

## Biografia
Es va involucrar en moviments obrers i en el Moviment de 1968 acompanyant protestes públiques amb les seves cançons, les quals van tractar forma creativa la vida de lluites obreres, camperoles i estudiantils. En general les va acompanyar només amb una guitarra, encara que alguns enregistraments i cançons les va fer amb Álvaro Guzmán i Jorge Luis "Cox" Gaytán.
La seva obra musical va ser llavor d'altres moviments musicals independents i alternatius (no comercials) a Mèxic, com el folklore llatinoamericà, la cançó de protesta, els roleros i la trova mexicana.

## Discografia
- La piel (Sencillo EP: El Gato y El Abedul) (CBS, México, 1969)
- La vieja gorda y callada (EP) (Edición del autor, México, 1974)
- Amigo ven (EP) (Edición del autor, México, 1974)
- Canciones (Universidad de Sinaloa, México, 1979. Reeditado por Discos Pentagrama)
- Se va la vida compañera (Universidad de Sinaloa, México, 1979. Reeditado por Discos Pentagrama)
- La fundición (Discos Pentagrama, México, 1989)
- De nuevo otra vez (Discos Pentagrama, México, 1991)
- Memoria (En vivo, Grabaxiones Alicia, México, 1999)
- Luz de gas (En vivo, Festival Barnasants, Barcelona, 2007)
- La chava de la Martín Carrera (Colectivo, KLOAKASKOMUNIKANTES - CONACULTA, México, 2010)
- Rolero Cartonero de León Chávez Teixeiro (Cancionero - Disco, edición de 75 ejemplares, "La rueda cartonera", México, enero 2010)
- Barcelona (En vivo, originalmente "Luz de gas", Festival Barnasants, Barcelona, 2010)
- La Lengua Se lame sola[2]

### Homenatges
- La chava de la Martín Carrera, homenatge a Chávez, produït i dirigit per: Josué Vergara on participen artistes com Francisco Barrios "El Mastuerzo", Botellita de Jerez, Gerardo Enciso, Óscar Chávez, Nina Galindo, Emilia Almazán, Col·lectiu La Llengua, Jorge Luis Gaitán, Los Nakos, Ángela Martínez, Rafael Catana, Manuel Rodríguez, Guillermo Briseño, Ampersan, Guillermo Velázquez, Fernando Vigueras, Fernanda Martínez i la Chinaski Band, Juan Pablo Vila, David Aguilar, Alejandro Chávez, Cuarteto Raval i Fernando Medina Ictus, entre d'altres.[3]